# Masdevallia lamia
Masdevallia lamia är en orkidéart som beskrevs av Carlyle August Luer och Alexander Charles Hirtz. Masdevallia lamia ingår i släktet Masdevallia och familjen orkidéer. Inga underarter finns listade i Catalogue of Life.